# Molybdeen(IV)sulfide
Molybdeen(IV)sulfide of molybdeendisulfide (MoS2) is een anorganische verbinding van molybdeen en zwavel, die wordt toegepast in smeermiddelen. De stof komt voor als een grijs kristallijn poeder dat onoplosbaar is in water.
Molybdeensulfide heeft een plaatachtige hexagonale kristalstructuur, waarvan de laagjes gemakkelijk langs elkaar glijden, maar daarentegen grote loodrechte krachten kan opnemen. In de natuur komt het voor als molybdeniet.

## Toepassingen
Molybdeensulfide wordt gebruikt als een fijn poederig, droog smeermiddel met een deeltjesgrootte van 1 tot 100 µm. In de jaren 40 van de twintigste eeuw werd het door de firma Dow Corning onder het merk Molykote verkocht. Ook nu worden andere smeermiddelen onder deze naam in de handel gebracht. Aan de lucht blootgesteld oxideert het bij 315 °C. In omgevingen zonder zuurstof kan het onder omstandigheden tot 1100 °C toegepast worden.
Het wordt vaak bijgemengd in minerale oliën en zorgt voor een betere smering en voorkomt schade aan motoren, die plotseling zonder smeerolie komen te staan. Dit is belangrijk bij onder andere vliegtuigmotoren.
Het wordt ook vaak bijgemengd in vetten, die gebruikt worden voor het smeren van slecht toegankelijke delen. Het wordt ook toegepast als additief in nylon en teflon voor het verbeteren van de glijeigenschappen.
Daarnaast wordt molybdeen(IV)sulfide op kogels aangebracht, waardoor ze beter door de loop glijden. Als nanostructuur wordt molybdeen(IV)sulfide onderzocht ter vervanging van platina in brandstofcellen.
Molybdeen(IV)sulfide wordt ook gebruikt als katalysator, bijvoorbeeld in de petrochemie bij hydrodesulfurisatie.